# Smolan
Smolan är en ort i Saline County i Kansas. Orten har fått sitt namn efter Småland för att många tidiga bosättare var smålänningar. Vid 2010 års folkräkning hade Smolan 215 invånare.